# Wilhelm Ingves
Wilhelm Ingves, född 10 januari 1990 i Lemland på Åland, är en finländsk fotbollsspelare (anfallare) som representerar IS Halmia. Ingves, som är av åländsk härkomst, har även spelat i Finlands U-19-landslag.
Sin debut i högsta ligan gjorde han den 4 maj 2008 i en bortamatch mot MyPa. I samma match gjorde han även sitt första officiella ligamål i karriären.
I augusti 2008 blev Ingves erbjuden ett proffskontrakt av den italienska klubben Ascoli Calcio, men han bestämde sig för att spela säsongen ut i IFK Mariehamn för att hjälpa laget säkra kontraktet för nästa säsong.
I november 2008 provspelade Ingves tillsammans med Mika Ojala från FC Inter Åbo under en veckas tid för nederländska SC Heerenveen.
Ingves, som även är känd som Lemlands Ronaldo, skrev på för IS Halmia 8 februari 2013.
Wilhelm Ingves fortsatte sin karriär i Landvetter IS från 2016 till 2020 där han spelade i division 3 och blev en betydande kugge i laget i många år. Han blev dessutom viral på Twitter med sin målgest "Hunden" som fick tusentals visningar.
2020 avslutade Wilhelm Ingves fotbollskarriären. 
2022 valde Wilhelm Ingves att sadla om och börja spela innebandy. Han spelar numera i Wings Legends i division 4 där han vaktar kassen. Spelarna är ett all Star-lag som alla har spelat innebandy med varandra på något sätt genom åren i Landvetter Wings, men Ingves fick ett frikort och klev in i laget trots det kravet.